# Insurrection républicaine à Paris en juin 1832
Batailles
- Trois Glorieuses
- Révolte des canuts
- Insurrection républicaine à Paris en juin 1832
- Guerre de Vendée et Chouannerie de 1832
- Révolution française de 1848
- Journées de Juin
- Coup d'État du 2 décembre 1851
- Commune de Paris
- Semaine sanglante

L’insurrection républicaine à Paris en juin 1832 a pour origine une tentative des Républicains de renverser la monarchie de Juillet, deux semaines après le décès du président du Conseil, Casimir Perier, mort du choléra le 16 mai 1832.

## LeCompte rendudes trente-neuf
39 députés de l'opposition, parmi lesquels quelques républicains et beaucoup de déçus de l'orléanisme, se réunissent chez Jacques Laffitte le 22 mai et décident de publier un Compte rendu à leurs électeurs, censé dresser le bilan de leur action et justifier leur conduite et leurs votes, mais qui constituera en réalité un réquisitoire contre le ministère Perier mis en place le 13 mars 1831 en remplacement de Laffitte. Un projet est rédigé par une commission de six membres et adopté par les 39 le 28.
Le Compte rendu ne condamne pas la monarchie dont « la France de 1830 a pensé, comme celle de 1789, qu'entourée d'institutions populaires elle n'avait rien d'inconciliable avec les principes de la liberté », mais il énumère les promesses que « les hommes du 13 mars » et « le système de la quasi-légitimité » n'ont pas tenues. Il accuse le gouvernement, par ses violations répétées des libertés, d'avoir excité l'agitation et entretenu le désordre, et stigmatise, au niveau international, le refus de soutenir les peuples opprimés (à commencer par les Polonais) qui aurait enhardi l'« Europe des rois » et de la Sainte-Alliance.
Au terme d'un tableau tout en noir, le Compte rendu affirme que la contre-révolution est en marche et qu'elle pourrait triompher : « La Restauration et la Révolution sont en présence ; la vieille lutte que nous avions crue terminée recommence ». En définitive, si le Compte rendu ne mentionne jamais les termes République ou républicain, il constitue la plus violente condamnation de la monarchie de Juillet par ceux-là mêmes qui ont contribué à la fonder, et la péroraison peut d'ailleurs se lire comme un appel implicite à renverser le régime pour établir une république : « Pour nous, unis dans le même dévouement à cette grande et noble cause pour laquelle la France combat depuis quarante ans, [...] nous lui avons consacré notre vie, et nous avons foi dans son triomphe ».
Aussitôt publié, ce manifeste fait l'effet d'une bombe. Il galvanise l'opposition républicaine. Celle-ci reçoit, comme souvent sous la monarchie de Juillet, le renfort des légitimistes, qui espèrent toujours pouvoir exploiter des troubles à leur profit. Les uns et les autres se tiennent prêts à exploiter le moindre incident.

## Les funérailles du général Lamarque

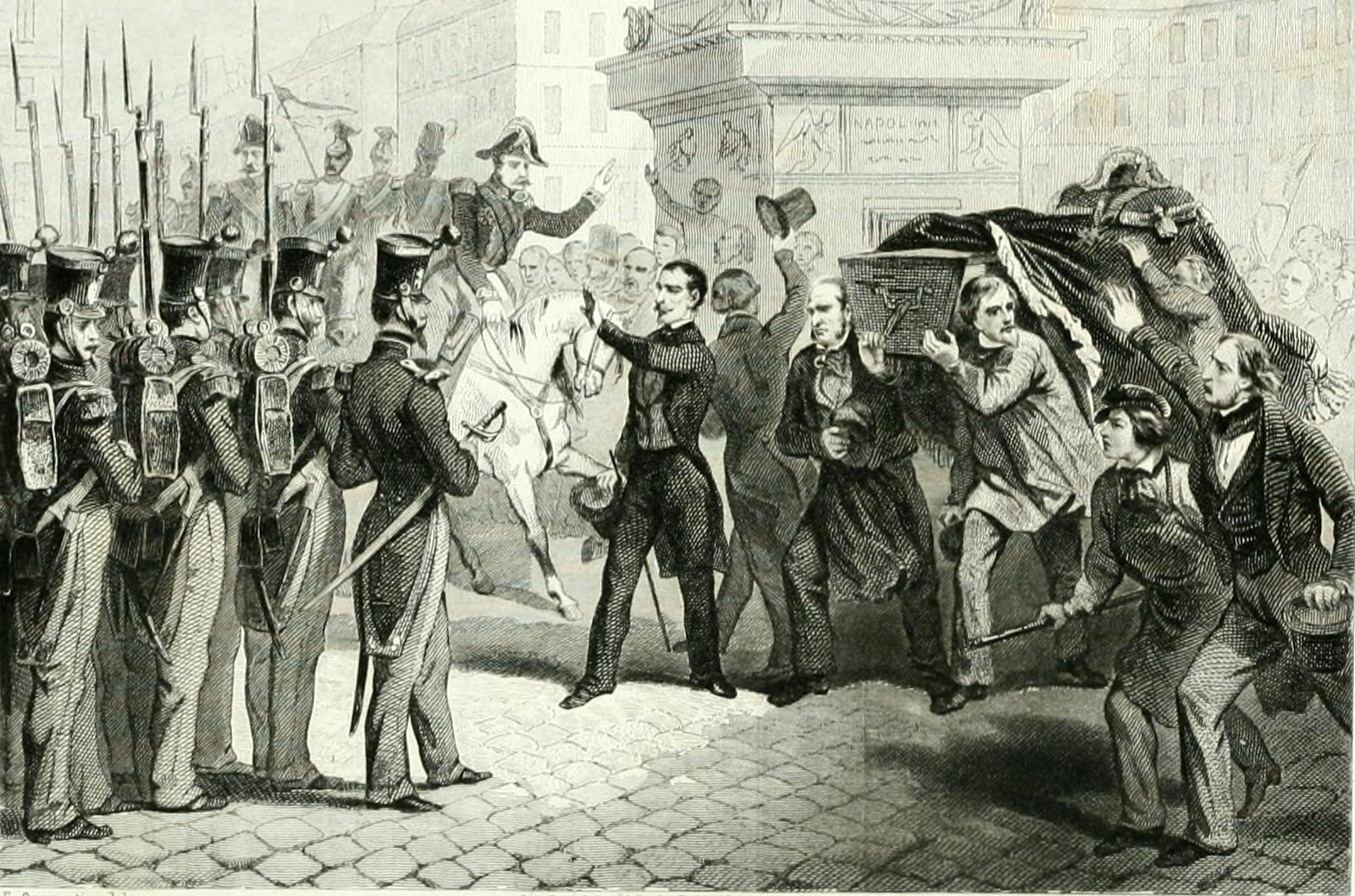
Convoi funèbre du général Lamarque.

Le 2 juin 1832, les obsèques du jeune mathématicien républicain Évariste Galois, tué lors d'un duel, servent de tour de chauffe pour l'opposition, dont les dirigeants attendent les funérailles du général Lamarque, l'une des figures du parti républicain, qui est décédé du choléra et doit être enterré le 5 juin. Ses funérailles ne manqueront pas d'attirer un vaste concours populaire, situation propice au déclenchement d'une insurrection que les sociétés secrètes républicaines préparent activement[réf. nécessaire].
Le 5 juin, le convoi funèbre emprunte les grands boulevards jusqu'au pont d'Austerlitz où, entraîné par les meneurs républicains, drapeau rouge en tête, il se transforme en manifestation, qui dégénère en affrontements avec la troupe envoyée pour rétablir l'ordre. Une partie de la garde nationale fait défection et fraternise avec les insurgés. Les combats, indécis, se prolongent jusqu'au soir.

## L'insurrection
Louis-Philippe qui, après avoir reçu le roi des Belges, Léopold Ier, à Compiègne, est allé s'installer au château de Saint-Cloud le 1er juin est prévenu de la situation le 5 juin par l'un de ses aides de camp, le général Heymès. Il monte sur-le-champ en voiture et rentre à Paris, en compagnie de la reine Marie-Amélie et de Madame Adélaïde. Dans la soirée, dans la cour du Carrousel du palais des Tuileries, il passe en revue les troupes de ligne et les légions de la garde nationale, pour montrer son calme et sa détermination.
Dans la nuit, les troupes commandées par le maréchal Mouton dégagent les quartiers périphériques de la capitale et repoussent les insurgés dans le centre historique de Paris. La bataille s'engage au matin du 6 juin. La garde nationale résiste et les insurgés sont bientôt retranchés dans le quartier Saint-Merri, où se déroulent des combats meurtriers qui font environ 800 victimes ; l'armée compte 55 morts et 240 blessés, la garde nationale, 18 morts et 104 blessés, du côté des insurgés, on relève 93 morts et 291 blessés. Dans ses mémoires, le préfet de police Henri Gisquet fait état d'une perte de 18 tués et 104 blessés pour la garde nationale, 32 morts et 170 blessés pour les troupes de ligne et 20 morts et 52 blessés pour la garde municipale, sans compter les victimes qui ne faisaient pas partie de ces trois corps, il estime la perte des insurgés à au moins 80 morts et 200 blessés, et 1 500 prisonniers.
Les meneurs se dérobent – tel La Fayette, pressentant l'échec du mouvement et parti se cacher en province – ou sont arrêtés. Le 5 au soir, les députés de l'opposition dynastique qui, tels Laffitte ou Barrot, ont signé le Compte rendu, se réunissent à nouveau chez Laffitte, incertains du parti à prendre et finissent par décider, le 6 au matin, d'envoyer une délégation à Louis-Philippe pour lui demander d'arrêter l'effusion de sang en changeant de politique.
Dans la matinée du 6, le roi passe les troupes en revue sur les Champs-Élysées et la place de la Concorde, puis il rend visite aux soldats et aux gardes nationaux dans les quartiers nord de Paris, où il est accueilli partout par des cris de Vive le roi ! À bas les républicains ! À bas les carlistes ! À trois heures et demie de l'après-midi, aux Tuileries, il reçoit Laffitte, Odilon Barrot et Arago à qui il peut annoncer que le dernier îlot de résistance vient d'être réduit et qu'il n'y a donc rien à négocier.
À Barrot qui affirme la nécessité de s'attaquer aux causes des troubles, qu'il impute à ce que « la marche du gouvernement de Votre Majesté n'a point répondu à ce que la révolution de Juillet donnait le droit d'en attendre », le roi réplique :
« La révolution de Juillet a eu pour but de résister à la violation de la Charte, et non seulement la Charte a été maintenue dans son intégrité, mais elle a été amendée. [...] La Charte de 1830 est donc devenue ma boussole, car c'est là ce que je vous ai promis, ce que j'ai juré de maintenir et ce que je serai toujours prêt à défendre au prix de mon sang. [...] La publicité de mes engagements et la fidélité avec laquelle je les ai observés aurait dû me préserver de tous les contes qu'on a faits sur le prétendu programme de l'Hôtel de Ville. M. Laffitte, qui était avec moi à l'Hôtel de Ville, sait s'il y en a jamais eu. Il n'y a eu d'autre programme que la déclaration lue par M. Viennet. Je l'ai dit plus d'une fois à M. de La Fayette, et je suis bien aise de vous déclarer de nouveau que ce prétendu programme est une invention complète, et un absurde mensonge. »

## La répression
Le 6 juin, pour assurer une victoire plus complète, le Conseil des ministres fait signer au roi une ordonnance mettant Paris en état de siège. Les troubles sont alors terminés, mais le gouvernement craint que les jurys d'assises ne prononcent des acquittements, comme cela a souvent été le cas depuis 1830 dans les procès mettant en cause des meneurs républicains. En transférant les pouvoirs normalement exercés par les autorités civiles à l'autorité militaire, la déclaration de l'état de siège permet de traduire les prévenus devant le conseil de guerre, beaucoup plus sévère.
Une première condamnation à mort, prononcée le 18 juin, fait l'objet d'un pourvoi et la Cour de cassation, dans un arrêt du 29 juin 1832, annule le jugement du conseil de guerre et renvoie les poursuites devant les juridictions de droit commun, motif pris de la violation des articles 53, 54 et 56 de la Charte de 1830 qui prohibent les tribunaux d'exception et garantissent le jugement par jury.
Le jour où tombe l'arrêt de la Cour de cassation, Louis-Philippe s'incline et abroge son ordonnance du 6 juin. Les républicains exultent et stigmatiseront longtemps le « coup d'État de juin 1832 ». Victor Hugo dénonce les « escamoteurs politiques, qui font disparaître l'article 14 et qui se réservent la mise en état de siège dans le double fond de leur gobelet ! ». Les caricaturistes se déchaînent. Mais, à la surprise générale, les jurys populaires se montrent sévères : ils prononcent 82 condamnations, dont 7 à mort, que le roi commue toutes en déportation.

## MonumentAux victimes de juin

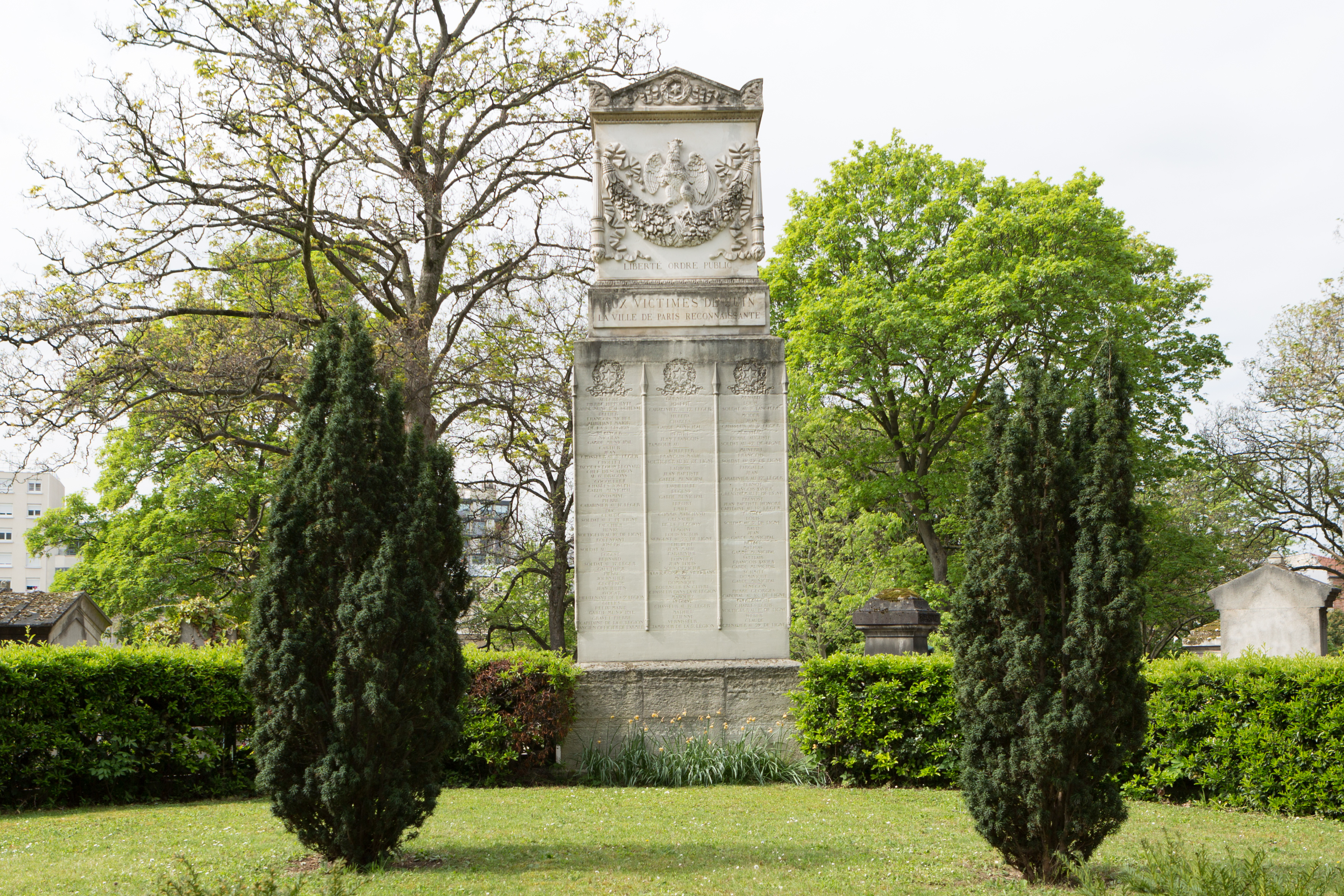
Monument aux victimes de juin situé dans le cimetière du Père-Lachaise à Paris

Sur ce monument on peut lire, de haut en bas sur la face Nord :
- Liberté ordre public
- Aux victimes de juin
- La ville de Paris reconnaissante

Suit une liste de 62 noms de gardes municipaux, gardes nationaux, militaires et civils. Les inhumations s'étant échelonnées, on inhuma en sus de victimes de juin 1832 des victimes d'avril 1834 et de juillet 1835.
Dominique Morge, victime de 1832, sera représenté sur le tableau Le roi Louis-Philippe rencontrant un garde mourant, le 6 juin 1832 (1835), d'Auguste-Hyacinthe Debay (1804-1865).

## L'Insurrection dans la littérature
- L’insurrection de 1832 joue un rôle majeur dans le roman Les Misérables de Victor Hugo. C’est en effet à la barricade de la rue Saint-Denis que l’on voit converger la plupart des personnages principaux du roman ; plusieurs y laissent leur vie.
- Simone de Beauvoir mentionne l'insurrection dans  Tous les hommes sont mortels "
- En mai 1833, Noël Parfait publie L'aurore d'un beau jour : épisodes des 5 et 6 juin 1832[17], un appel à l'insurrection qui le fera condamner à deux ans de prison et 500 francs d'amende[18].
- Balzac, dans Illusions perdues (2e partie), fait mourir Michel Chrestien, l'un des membres du "Cénacle", au cloître Saint-Merri. "Ce gai bohémien de l'intelligence, ce grand homme d’État, qui peut-être eût changé la face du monde, mourut à Saint-Merry comme un simple soldat. La balle de quelque négociant tua là l'une des plus nobles créatures qui foulassent le sol français (Pléiade, p. 317).